# Horsham
|  | Aquest article tracta sobre la ciutat anglesa. Vegeu-ne altres significats a «Horsham (desambiguació)». |

Horsham és un poble del districte de Horsham, West Sussex, Anglaterra. Té una població de 49.897 habitants i districte de 138.018.